# خازنی
ابوالفتح عبدالرحمن منصور خازنی یا به صورت کوتاه، خازنی (۱۱۱۵–۱۱۳۰)، منجم یونانی‌ در زمان امپراتوری سلجوقیان بود. جداول نجومی او که تحت حمایت سلطان سنجر (زیج السنجری، ۱۱۱۵) نوشته شده‌است، یکی از آثار مهم در نجوم ریاضی دوره قرون وسطی به‌شمار می‌رود. او موقعیت ستارگان ثابت را تعیین کرد و معادلات زمانی را برای عرض جغرافیایی مرو که در آن مستقر بود فراهم کرد. او همچنین در مورد سیستم‌های تقویمی مختلف و دستکاری‌های مختلف تقویم‌ها مطالب زیادی نوشت. او مؤلف دایره المعارفی در مورد ترازو و تعادل آب بود.

## زندگی‌نامه
وی غلامی یونانی یا رومی بود که پس از پیروزی سلجوقیان بر امپراتوری روم شرقی همراه بسیاری از یونانیان بیزانسی دیگر به عنوان برده به آسیای مرکزی برده شد. خواجه اش علی خازن مروزی سبب شد تا در مرو تحصیلات علمی و فلسفی خوبی داشته باشد.
زیجی تألیف کرد و آن را به‌افتخار سنجر بن ملکشاه بن الب ارسلان، فرمانروای خراسان، که بعداً به پادشاهی رسید، به زیج سنجری، موسوم ساخت.
در ۱۱۲۱–۱۱۲۲ کتاب میزان‌الحکمه را تألیف نمود که از مهم‌ترین کتاب‌های قرون وسطی در زمینه مکانیک، تعادل مایعات و فیزیک است. این کتاب شامل جدول وزن‌های مخصوص چندین مایع و جامد و تاریخ مربوط به این موضوع است.
او در زمینه‌های متنوعی مطالعه داشت از جمله: نظریه گرانش (نیروی جهانی که به سوی مرکز عالم، یعنی مرکز زمین، هدایت می‌شود)، وزن هوا، اثر مویینگی، استفاده از آبسنج برای اندازه‌گیری چگالی و تخمین دمای مایعات، نظریه اهرم، استفاده از ترازو برای ترازسازی و برای اندازه‌گیری زمان.
در کتاب دره الاخبار دربارهٔ او آمده‌است: «غلامی بود رومی از آنِ علی خازن المروزی، تحصیل علوم هندسه کرد تا آنجا که کامل شد و در معقولات نیز آنچه موافق او آمد بر آن تحصیل یافت… و با این مضایل تجرّد و زهد اختیار کرد. جامه خُلقانی پوشیدی و در هفته سه نوبت غذا خوردی، هر خورشی دو گروه نان داشتی. گویند سلطان اعظم سنجر او را هزار دینار فرستاد، آن را رد کرد و گفت: «مرا ده دینار زر هست و مرا سه دینار (در سال) کافی است و با من در خانه جز گربه‌ای نیست.»
خازنی در بخش دیگری از فعالیت‌های علمی خود، به ابداع و اختراع یک ترازوی آبی برای اندازه‌گیری جرم حجمی مواد و میزان خلوص آلیاژها می‌پردازد. او شیوه‌های سنجش و ساخت ترازوی خود را در کتابی به نام «میزان‌الحکمه» شرح می‌دهد و شخصاً نمونه‌ای از آن را برای دربار مرو می‌سازد. در دائرةالمعارف «زندگینامه دانشمندان جهان» (چاپ نیویورک، ترجمه فارسی گزیده‌ای از آن زیرنظر استاد احمد بیرشک) نقل شده‌است که:
«برآوردِ اهمیت خازنی، کاری است دشوار. ترازوی آبی او جای تردید باقی نمی‌گذارد که او در زمره بزرگ‌ترین سازندگان ابزارهای علمی در همه اعصار شمرده می‌شود. در علم حِیَل (مکانیک)، کتاب دیگری شناخته نشده‌است که سنت کتاب میزان‌الحکمه را ادامه داده باشد. پس از آن، علم أوزان، تبدیل به کاردستی اشخاصی شد که ترازوهای ساده می‌ساختند و از آن پس، این رشته از سنت علمی خود بیرون رفت.»
خازنی بارها پیشنهادهای دربار برای پست و مقام‌های حکومتی را رد می‌کند و ترجیح می‌دهد در مقام یک دانشمند مستقل باقی بماند. اما سرنوشت او بس غم‌انگیز است: کارکنان دربار که وجود چنین ترازوی شگفتی را برملاکننده تقلب‌های خود می‌دانستند، آن را به آتش می‌کشند و خازنی از غصه ترازو، دق می‌کند و می‌میرد.